# Aplysia pulmonica
Aplysia pulmonica is een slakkensoort uit de familie van de Aplysiidae. De wetenschappelijke naam van de soort is voor het eerst geldig gepubliceerd in 1852 door Gould.